# Marc Sterling
Pour les articles homonymes, voir Sterling.
Marc Sterling, né Mordkha Sterling à Minsk (Empire russe) le 15 juillet 1895 et mort à Neuilly-sur-Seine le 7 septembre 1976, est un peintre français d'origine russe.

## Biographie
Issu d’une famille juive d’Ukraine, Marc Sterling a étudié la peinture à Odessa, puis au Vhutemas, à Moscou au début des années 1920. En 1921-1922, il est à Berlin où il rencontre sa future femme et où a lieu sa première exposition. En 1923, il s’établit à Paris et rejoint le cercle international des artistes de l'École de Paris. Il fréquente les cafés et les ateliers de Montparnasse, ainsi que la cité d'artistes de la Ruche ; il y retrouve entre autres Jacques Chapiro, Ossip Lubitch, Lazare Volovick, Michel Kikoïne et Pinchus Krémegne. Pendant la Seconde Guerre mondiale, Sterling et sa famille (il a deux filles) se réfugient chez des amis. En septembre 1941, il est interné dans un camp. Après la guerre, il rentre à Paris. Il se remarie en 1953 avec une jeune élève d'Ossip Zadkine. Il vit entre Paris et la Suisse, voyage beaucoup, expose régulièrement dans des galeries et salons. Il continue à travailler jusqu’à sa mort, en 1976.

## Son œuvre
L’œuvre de Sterling est très varié et s’est renouvelé sans cesse, sans se figer dans une seule manière, gardant une grande vitalité. Il a pratiqué différentes techniques : huile, gouache, dessin, lavis et gravure. Plusieurs périodes se distinguent dans son œuvre. Élève de Vladimir Tatline aux Vkhoutemas, Sterling a été constructiviste à ses débuts. Puis, à Paris, au contact d’artistes comme Pablo Picasso, Georges Braque, Juan Gris ou Jean Metzinger, Sterling se rapproche du cubisme synthétique. Durant les années 1930, Sterling évolue vers un style plus souple et lyrique — bouquets de fleurs, cages à oiseaux, portraits de ses filles — traités dans une sorte de réalisme onirique. Après-guerre, des visions sombres et cauchemardesques portent le sceau de la tragédie. À partir du début des années 1950 apparaissent des coloris plus variés et des sujets empreints de calme et de délicatesse — des nus, des portraits. Sa dernière période, les années 1960-1970, se caractérise par de plus en plus de liberté dans les couleurs, ainsi que dans les sujets : animaux fabuleux, êtres fantastiques, paysages imaginaires sont baignés dans une atmosphère poétique très personnelle.

## Œuvres dans les collections publiques
France
- Paris :
  - Bibliothèque nationale de France.
  - Fonds d'art contemporain - Paris Collections.
  - musée national d'Art moderne.

Israël
- Tel-Aviv, musée d'Art de Tel Aviv.